# دامنه (مهندسی نرم‌افزار)
دامنه (به انگلیسی: Domain)، اصطلاحی در مهندسی نرم‌افزار است که به موضوع کارکرد یک برنامه کامپیوتری اشاره دارد. دامنه، موضوع یک پروژه برنامه‌نویسی کامپیوتر است که به صورت محدود یا کلی تعریف شده‌است. به عنوان مثال، هدف یک پروژه برنامه‌نویسی خاص، ممکن است ایجاد برنامه ای برای یک بیمارستان خاص باشد که در این‌جا بیمارستان، دامنه می‌باشد؛ یا ممکن است دامنهٔ پروژه را به گونه‌ای گسترش داد که همه بیمارستان‌ها را به عنوان حوزه خود دربرگیرد.

در طراحی برنامه‌نویسی کامپیوتر، یک دامنه را با نیازمندی‌ها، واژگان و عملکردهای رایج برای هر برنامه نرم‌افزاری که جهت حل یک مشکل در زمینه برنامه‌نویسی کامپیوتر ساخته شده‌است، مشخص می‌کنند. به این کار، اصطلاحاً مهندسی دامنه گویند.
اندرو پاول مورس: در مهندسی نرم‌افزار، دامنه، معمولاً به یک حوزه موضوعی اشاره دارد که برنامه نرم‌افزاری باید در آن حوزه کار کند. به عبارت دیگر، در طول توسعه نرم‌افزار، دامنه، حوزهٔ دانش و فعالیتی است که منطق برنامه، حول آن می‌چرخد.
اریک ایونز: دامنه، حوزه‌ای از دانش، تأثیر یا فعالیت است. حوزه‌ای که کاربر یک برنامه نرم‌افزاری، برنامه را در آن حوزه به کار می‌برد، دامنه نرم‌افزاری است.